# Boro Kulon
Boro Kulon is een bestuurslaag in het regentschap Purworejo van de provincie Midden-Java, Indonesië. Boro Kulon telt 3654 inwoners (volkstelling 2010).